# Курокава Такая
Такая Курокава (яп. 黒河貴矢, нар. 7 квітня 1981, Сайджьо) — японський футболіст, воротар клубу «Альбірекс Ніїгата».
Виступав, зокрема, за клуб «Сімідзу С-Палс».

## Ігрова кар'єра
Народився 7 квітня 1981 року в місті Сайджьо.
У дорослому футболі дебютував 2000 року виступами за команду клубу «Сімідзу С-Палс», в якій провів п'ять сезонів, взявши участь у 53 матчах чемпіонату. 
Згодом з 2006 по 2007 рік грав у складі команд клубів «Токіо Верді», «ДЖЕФ Юнайтед» та «Джапан Соккер Колледж».
До складу клубу «Альбірекс Ніїгата» приєднався 2008 року. Відтоді встиг відіграти за команду з міста Ніїгати 33 матчі в національному чемпіонаті.

## Титули і досягнення
- Володар Кубка Імператора Японії (1):

«Сімідзу С-Палс»: 2001
- Володар Суперкубка Японії (2):

«Сімідзу С-Палс»: 2001, 2002
Збірні
- Срібний призер Азійських ігор: 2002